# Abyjskij ulus
L'Abyjskij ulus è un ulus (distretto) della Repubblica Autonoma della Jacuzia-Sacha, nella Russia siberiana orientale; il capoluogo è la cittadina di Belaja Gora.
Confina con gli ulus Srednekolymskij ad est, Verchnekolymskij a sudest, Allaichovskij a nord, Ust'-Janskij ad ovest, Momskij a sud.
L'ulus si estende nella sezione nordorientale della Repubblica jacuta, nel bacino idrografico della Indigirka e dei suoi affluenti Selennjach, Badjaricha, Ujandina, Bërëlëch.